# Suhidi
I Suhidi, o sovrani della dinastia di Suhis, furono una famiglia di quattro re della città Neo-ittita di Karkemiš, che governarono con il titolo luvio di tarwanis nel X secolo a.C., dopo l'esaurimento, pacifico o violento, della casata dei Grandi Re della Dinastia Arcaica di Karkemiš.

## I re
I sovrani della dinastia furono almeno quattro, e regnarono all'incirca tra il 950 e l'890 a.C.

### Suhis I
Suhis I (?-950 a.C. ca.) ricoprì la carica di tarwanis sotto il regno dell'ultimo sovrano della Dinastia Arcaica di Karkemiš, Ura-Tarhunzas, cui apparentemente succedette al trono probabilmente in seguito ad un colpo di Stato. È anche possibile che a salire al trono con il titolo di tarwanis sia stato direttamente il figlio Astuwatamanza, giacché non si possiedono iscrizioni reali redatte da Suhis in persona.

### Astuwatamanza
Astuwatamanza (?-950 a.C. ca.) succedette al padre Suhis e regnò per un periodo di tempo imprecisato. Fu il primo dei Suhidi a intraprendere operazioni architettoniche nella città.

### Suhis II
Suhis II (?-925 a.C. ca.) fu sovrano dopo la morte di Astuwatamanza, di cui probabilmente era figlio. Notizie storiche (Iscrizione di Kelekli) informano che a suo tempo esistevano ancora discendenti della precedente casata, la Dinastia Arcaica di Karkemiš, coi quali il figlio di Suhis, Katuwas, ebbe a combattere in seguito. Del regno di Suhis rimangono realizzazioni architettoniche nella cittadella Neo-ittita.

### Katuwas
Katuwas (?-890 a.C. ca.) fu figlio e successore di Suhis II sul trono della città. Egli riferisce di avere combattuto contro una fazione di rivoltosi che definisce nipoti di Ura-Tarhunzas. Fu attivo in guerra e raggiunse con le sue spedizioni la Cilicia, e terminò di edificare la maggior parte delle strutture della città Neo-ittita che ancora si conservano. Nulla si sa della fine del suo regno.

## Tarwanis
Il titolo tarwanis è la titolatura con cui i membri della dinastia di Suhis regnarono a Karkemiš, e si diffuse anche in molti altri stati Neo-ittiti, come ad esempio Aleppo, o i piccoli regni del Tabal. Il significato e l'etimologia non sono tuttora chiariti, come non del tutto chiaro (al di là di una probabile volontà di rompere con la tradizione dell'Età del Bronzo) è il motivo per cui i nuovi dinasti spesso abbiano preferito questo titolo ad altre titolature tradizionali, come il logogramma luvio REX. Il vocabolo è stato da alcuni ricollegato al greco tyrannos ed al filisteo seren.